# Hypoptophis wilsoni
Hypoptophis wilsoni is een slang uit de familie Atractaspididae.

## Naam en indeling
De wetenschappelijke naam van de soort werd voor het eerst voorgesteld door George Albert Boulenger in 1908. Het is de enige soort uit het monotypische geslacht Hypoptophis. De soortaanduiding wilsoni is een eerbetoon aan een zekere H. Wilson, die het holotype verzamelde.

## Verspreidingsgebied
De soort komt voor in delen van Afrika en leeft in de landen Congo-Kinshasa, Zambia en Angola.